# Marjorie Lord
Marjorie Lord (ur. 26 lipca 1918 w San Francisco, zm. 28 listopada 2015 w Beverly Hills) – amerykańska aktorka filmowa i telewizyjna.

## Wybrana filmografia
seriale
- 1950: The Lone Ranger jako Kitty McQueen
- 1954: Climax!
- 1967: The Danny Thomas Hour jako Kathy
- 1987: Sweet Surrender jako Joyce Holden

film
- 1937: On Again Off Again jako Florence Cole
- 1942: Moonlight in Havana jako Patsy Clark
- 1950: Riding High jako Mary Winslow
- 1975: The Missing Are Deadly jako Pani Robertson

## Wyróżnienia
Posiada swoją gwiazdę na Hollywoodzkiej Alei Gwiazd.